# ژاک دوره
ژاک دُره (فرانسوی: Jacques Deray‎؛ ۱۹ فوریهٔ ۱۹۲۹ – ۱۰ اوت ۲۰۰۳) کارگردان و فیلم‌نامه‌نویس اهل فرانسه بود. وی بین سال‌های ۱۹۵۲ تا ۱۹۹۵ میلادی فعالیت می‌کرد.
وی کارگردان فیلم‌هایی همچون استخر، داستان یک پلیس، بورسالینو، بورسالینو و شرکا. و پروانه روی شانه بوده است.